# Natalie Moorhead
Natalie Moorhead (nacida Nathalian Morehead, 27 de julio de 1901 – 6 de octubre de 1992) fue una actriz de cine y teatro estadounidense de la década de 1920 y 1930. Era conocida por su distintivo cabello rubio platinado.

## Primeros años
Moorehead se crió en Pittsburgh.

## Carrera
Comenzó su carrera teatral en Broadway, en el Fulton Theatre,[cita requerida] interpretando a una dama de honor en la obra de 1922 Abie's Irish Rose, que batió el récord de permanencia en cartelera y finalmente cerró en el Theatre Republic el 1 de octubre de 1927.[cita requerida] A continuación, interpretó a Sadie en A Lady in Love (1927) en el Lyceum Theatre.[cita requerida] Interpretó a Lydia Webster en la farsa Baby Cyclone (1927) de George M. Cohan en el Henry Miller's Theatre.

## Vida personal
El 21 de diciembre de 1930, Moorhead se casó con el director Alan Crosland en el Parque Nacional Yosemite. Ella le demandó por divorcio el 2 de julio de 1935. El 28 de marzo de 1942, en Maricopa, Arizona, se casó con el millonario Robert J. Dunham, presidente de sesenta y seis años del Chicago Park District. Él murió en 1948. El cuarto marido de Moorhead fue Juan Garchitorena, actor (bajo el nombre artístico de Juan Torena) y exfutbolista. Se casaron el 27 de julio de 1957 en Beverly Hills.

## Filmografía seleccionada
| - Thru Different Eyes (1929) - Frances Thornton - The Unholy Night (1929) - Lady Violet Montague - The Girl from Havana (1929) - Lona Martin - The Furies (1930) - Caroline Leigh - The Benson Murder Case (1930) - Fanny Del Roy - Spring Is Here (1930) - Rita Conway - Show Girl in Hollywood (1930) - Actriz rubia con Frank Buelow en el estreno (sin acreditar) - The Runaway Bride (1930) - Clara Muldoon - Shadow of the Law (1930) - Ethel Barry alias Ethel George - Hot Curves (1930) - Maizie - Manslaughter (1930) - Eleanor Bellington - Ladies Must Play (1930) - Connie - The Office Wife (1930) - Linda Fellowes - Divorce Among Friends (1930) - Joan Whitley - Hook, Line and Sinker (1930) - duquesa Bessie Von Essie - Captain Thunder (1930) - Bonita - Dance, Fools, Dance (1931) - Della - Illicit (1931) - Margie True - Parlor, Bedroom and Bath (1931) - Leila Crofton - Women Men Marry (1931) - Dolly Moulton - My Past (1931) - Consuelo 'Connie' Byrne - The Phantom of Paris (1931) - Vera - Morals for Women (1931) - Flora - The Deceiver (1931) - Mrs. Lawton - Maker of Men (1931) - Mrs. Rhodes - Discarded Lovers (1932) - Irma Gladden - Three Wise Girls (1932) - Ruth Dexter - The Menace (1932) - Caroline Quayle - Cross-Examination (1932) - Inez Wells - Love Bound (Murder on the High Seas) (1932) - Verna Wilson, alias Vera Wendall - The Stoker (1932) - Vera Martin - The King Murder (1932) - Elizabeth Hawthorn - The Fighting Gentleman (1932) - Violet Reed | - Forgotten (1933) - Myrtle Strauss - The Mind Reader (1933) - Mrs. Austin - Private Detective 62 (1933) - Helen Burns - Corruption (1933) - Sylvia Gorman - Dance Hall Hostess (1933) - Clare - The Big Chance (1933) - Babe - Curtain at Eight (1933) - Alma Jenkins Thornton - Gigolettes of Paris (1933) - Diane Valraine - Secret Sinners (1933) - Mrs. Gilbert - Only Yesterday (1933) - Lucy (sin acreditar) - Long Lost Father (1934) - Phyllis Mersey-Royds - Dancing Man (1934) - Tamara Trevor - The Thin Man (1934) - Julia Wolf - Fifteen Wives (1934) - Carol Manning - The Curtain Falls (1934) - Katherine Scorsby - Champagne for Breakfast (1935) - Mrs. Morton - Two in a Crowd (1936) - Mrs. Anthony (sin acreditar) - 15 Maiden Lane (1936) - Nellie - Society Crook (sin acreditar) - What Becomes of the Children? (1936) - Edith Worthington - King of Gamblers (1937) - Mujer en la mesa (sin acreditar) - The Adventurous Blonde (1937) - Theresa Gray - Heart of Arizona (1938) - Belle Starr - The Beloved Brat (1938) - Evelyn Morgan - Letter of Introduction (1938) - Maud Raleigh - chismosa del Park Plaza (sin acreditar) - When Tomorrow Comes (1939) - Mujer (sin acreditar) - Lady of the Tropics (1939) - Mrs. Hazlitt - The Women (1939) - Mujer en el salón Modiste (sin acreditar) - I Take This Woman (1940) - May - vendedora (sin acreditar) - Flight Angels (1940) - Miss Mason - All This, and Heaven Too (1940) - Dama en el teatro (sin acreditar) - I Want a Divorce (1940) - Mrs. Tyrell (sin acreditar) - Margie (1940) - Mrs. Dixon (último papel cinematográfico) |